# Agència Nacional de Detectius Pinkerton

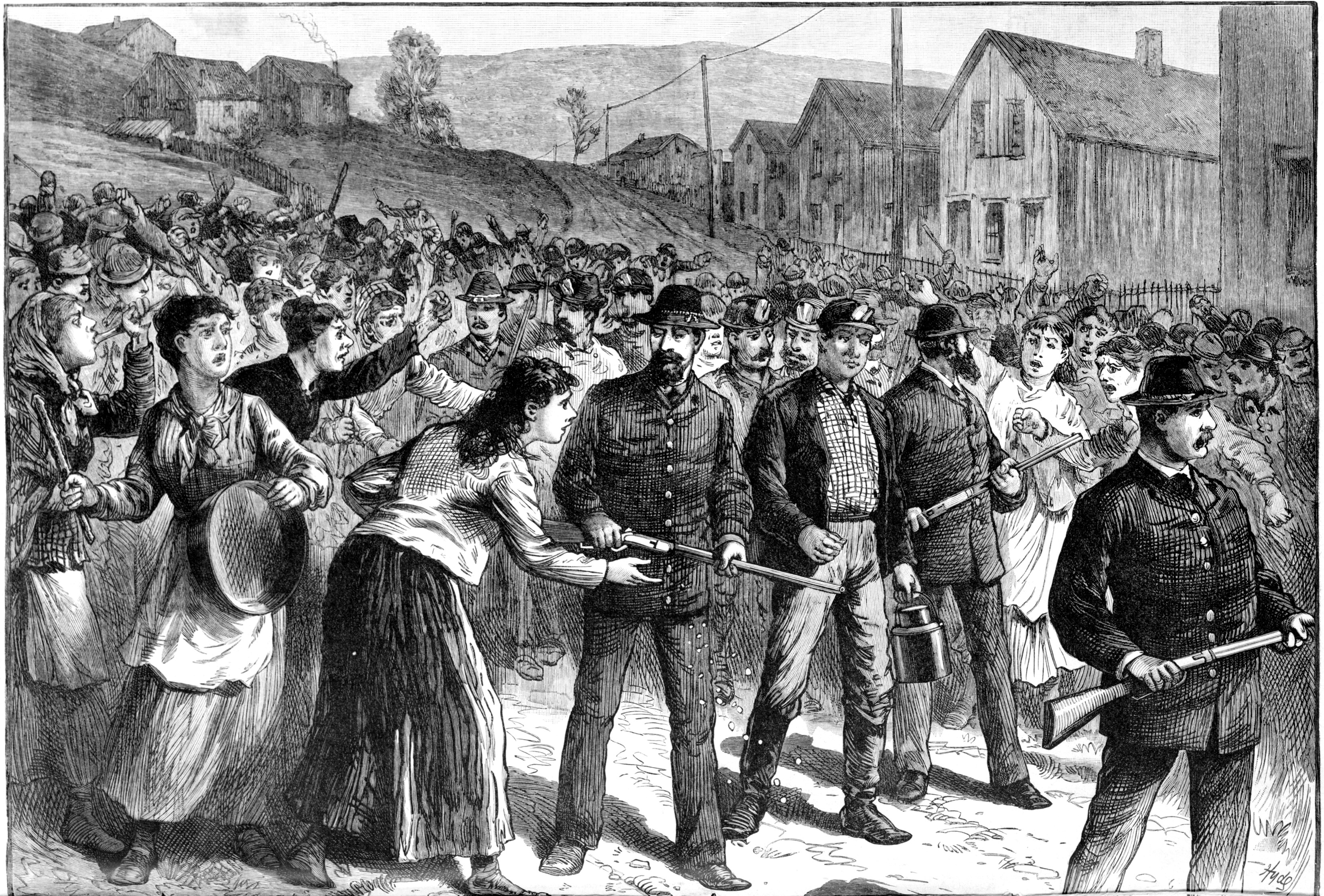
Agents de la Pinkerton trenquen una vaga minera en Ohio, 1884.

L'Agència Nacional de Detectius Pinkerton fou un servei de seguretat privada dels Estats Units i una agència de detectius fundada per Allan Pinkerton el 1850. Pinkerton es fou famós quan descobrí un complot que pretenia assassinar al president electe, Abraham Lincoln, qui després empraria agents de Pinkerton per a la seua seguretat personal durant la Guerra Civil dels Estats Units (encara que en ser assassinat, la seua seguretat estava dirigida per personal de l'exèrcit americà i no per Pinkerton). Els agents de Pinkerton realitzaren serveis d'agents de seguretat i també de militars privats. Durant el seu apogeu, Pinkerton emprà més agents que l'exèrcit regular dels Estats Units d'Amèrica, tants que l'agència fou proscrita a l'Estat d'Ohio pel temor que s'emprara com un exèrcit o milícia privada.
Durant les manifestacions obreres durant l'últim quart del segle xix, els agents de Pinkerton foren empleats per a infiltrar-se dins les organitzacions obreres i capturar obrers activistes fora de les fàbriques. Intervingueren en conflictes obrers a mines de carbó i ferro a Illinois, Michigan, Nova York i Pennsilvània, així com en les vagues de ferrocarrils de 1877. L'exemple més notori era la vaga de Homestead de 1892, quan els agents de Pinkerton mataren diverses persones en un enfrontament amb els vaguistes mentre intentaven trencar la vaga.
A principis del segle xx, el govern mexicà de Porfirio Díaz, a través del seu secretari de relacions exteriors, Francisco León de la Barra, contractà agents de la Pinkerton per a perseguir i desactivar els grups del Partit Liberal Mexicà als Estats Units i el Canadà que exiliats planejaven des de 1904 començar una revolta armada per a enderrocar la dictadura de Díaz, la qual cosa acabà per propiciar la Revolució Mexicana de 1910.
El logotip de l'agència, és un ull estilitzat amb el lema "We Never Sleep" ("Mai Dormim") inspirà el terme "detectiu privat".
La companyia ara funciona com a divisió de la companyia de seguretat sueca Securitas AB.